# Киевичи (Минская область)
Киевичи (бел. Кіяві́чы) — деревня в Копыльском районе Минской области Беларуси, в составе Блевчицкого сельсовета. Население 83 человека (2009).

## География
Киевичи находятся близ границы с Клецким районом в 20 км к юго-западу от райцентра, города Копыль и в 25 км к юго-востоку от Клецка. Местность принадлежит бассейну Днепра, через Киевичи протекает река Мажа (be:Рака Мажа), приток Морочи. Через деревню проходит шоссе Р43 на участке Синявка — Слуцк. с северо-запада к Киевичам примыкает деревня Домантовичи. Ближайшая ж/д станция находится в Тимковичах (10 км к северу, линия Барановичи — Слуцк).

## История
В 1752 году здесь была выстроена деревянная униатская церковь Вознесения.
В результате второго раздела Речи Посполитой (1793) Киевичи оказались в составе Российской империи, в Слуцком уезде.
После подавления восстания 1830 года грекокатолический храм переоборудован в православную церковь. До 1863 года имением владели Могильницкие, затем Климовы. В 1868 году открыто народное училище. В 1882 году на месте обветшавшей деревянной церкви была построена каменная Вознесенская церковь.
В 1886 году деревня насчитывала 35 дворов, 180 жителей, в 1917 году — 111 дворов, 609 жителей.
В Первую мировую войну местечко занимали немецкие войска, в августе 1919 — июль 1920 — польское войско. По Рижскому мирному договору (1921 года) Киевичи попали в состав СССР, хотя граница с межвоенной Польской Республикой проходила недалеко. В 1929 году церковь была закрыта, а священник арестован, в 30-х годах основан колхоз «Красный пограничник».
В 1972 году деревня насчитывала 120 дворов и 341 жителя, в 1997 году — 105 дворов, 182 жителя.
В 1988 году здание Вознесенской церкви возвращено верующим, здание было отреставрировано.

## Достопримечательности
- Вознесенская церковь. Каменная православная церковь в эклектичном стиле была построена в 1882 году на месте более старой деревянной. Включена в Государственный список историко-культурных ценностей Республики Беларусь[3].